# 時光剪影
《時光剪影》，日本女性創作歌手aiko的第10張錄音室專輯。2012年6月20日發行。

## 解説
距離精選輯『愛選輯I』『愛選輯II』約1年4個月、以原創專輯『BABY』而言約2年3個月後發行，2012年唯一的CD作品。初回限定盤為彩色CD托盤式樣、限定寫真歌詞本附屬。
關於專輯標題aiko本人的說明是「每天都有一點小小的變化，就像是一張集結了刻畫著每日剪影曲子的專輯」。
在這之前的原創專輯雖然都會在發行一個月前左右發行單曲，但因為本作發行前最後的單曲是在2011年11月發售的「一直」，所以在電視宣傳方面主要都是演唱「唇」。
在7月2日Oricon公信榜的專輯週間排行榜以約10萬張的銷量取得冠軍。以在2012年發行專輯的女性創作歌手而言為首個周冠軍且創下最高首周銷量的紀錄。
在專輯發售的那段時間、在阪急電車有專輯的廣告看板懸掛著。

## 收錄曲目
1. Aka
2. 唇
3. 白色道路（白い道）
4. 一直
5. 面對面（向かいあわせ）
6. 冰冷的謊言（冷たい嘘）
7. 命運
8. 愛情彈彈球（恋のスーパーボール）
9. 同學
10. 雨停了（雨は止む）
11. Do Re Mi（ドレミ）
12. 月台
13. 腳踏車（自転車）

## 外部連結
- 唱片介紹